# شبگرد بال‌نواری
شبگرد بال‌نواری (نام علمی: Caprimulgus longirostris) نام یک گونه از تیره شبگردان است.